# 原住民語言
原住民語言是指某个地区的原住民使用的语言。原住民語言不一定是官方語言，但政府可以給他官方語言的地位；例如艾馬拉語既是玻利维亚的原住民語言，也是該國的官方语言。
世界各地的许多原住民已经不會說本民族的語言，本民族的語言因而成了瀕危語言，進而造成語言滅亡。  由於原住民語言十分脆弱，联合国宣布2019年为国际土著语言年，目的是喚起人们对原住民語言的关注，以及保护、振兴和推广原住民語言。 